# Smokowiecka Kazalnica
Smokowiecka Kazalnica (niem. Kanzel, węg. Szószék, słow. Kanceľ; 1238 m n.p.m.)  – niewielkie, tarasowate wypłaszczenie terenu w dolnej części południowo-wschodniego ramienia Sławkowskiego Szczytu, na stoku opadającym ku Dolinie Zimnej Wody, tuż poniżej Smokowieckiego Siodełka (słow. Hrebienok).
W II połowie XIX w. teren Smokowieckiej Kazalnicy należał do spółki leśnej ze Spiskiej Soboty. W 1875 r. w tym miejscu z inicjatywy budapesztańskiej śpiewaczki Rózy Gräfl-Győrffy Węgierskie Towarzystwo Karpackie wybudowało swoje pierwsze tatrzańskie schronisko Różanka. Później obok niego powstały inne obiekty, a cała ta maleńka osada turystyczno-wypoczynkowa zyskała nazwę Kolbach (słow. Studenopotocké Kúpele). Po zniszczeniu osady w 1927 r. przez pożar w tym miejscu zbudowano stojące do dziś Schronisko Bilíka.
Na Smokowiecką Kazalnicę dochodzi odgałęzienie drogi jezdnej, biegnącej ze Starego Smokowca na Siodełko. Przechodzi przez nią, obok schroniska Bilíka, zielono znakowany szlak turystyczny z Siodełka do wodospadów Zimnej Wody.